# Кингсбридж
Кингсбридж (англ. Kingsbridge) — торговый город и популярный туристический узел в районе Саут Хэмс английского графства Девон. Расположен на северном конце Кингсбриджского лимана, который является хрестоматийным примером риаса и расширяется к морю в 9,7 км к югу от города. Это третий самый крупный населенный пункт в Саут Хэмсе после Айвибриджа(англ.) и Тотнеса.

## Города-побратимы
- Изиньи-сюр-Мер,  Франция
- Вайлербах,  Германия

## Известные жители
- Монтегью, Джордж (англ. George Montagu, 1751 — 20.6.1815) — английский естествоиспытатель.
- Симпсон, Кортландт Джеймс Уор — полярный исследователь.